# Muránska Lehota
Muránska Lehota (em húngaro: Murányszabadi) é um município da Eslováquia, situado no distrito de Revúca, na região de Banská Bystrica. Tem 7,86 km² de área e sua população em 2018 foi estimada em 202 habitantes.

## Demografia
| Ano:        | 1994 | 2004   | 2014    | 2024  |
| ----------- | ---- | ------ | ------- | ----- |
| Broj ljudi: | 239  | 234    | 200     | 199   |
| Razlika:    |      | -2,09% | -14,52% | -0,5% |

| Ano:               | 2023 | 2024   |
| ------------------ | ---- | ------ |
| Número de pessoas: | 202  | 199    |
| Diferença:         |      | -1,48% |